# Национальный университет обороны Украины
Национальный университет обороны Украины (укр. Національний університет оборони України) — военно-учебное заведение высшего образования Украины. Основано в 1914 году в Киеве как военное и артиллерийское училища. Задачей училища является подготовка офицеров с высшим военно-специальным образованием.

## История
История становления и развития Национального университета обороны Украины начинается с открытия в Киеве в 1914 году Второго Киевского военного пехотного и Николаевского артиллерийского училищ. Киев не случайно был выбран для размещения дополнительно еще двух военных училищ. В распоряжении военного ведомства в пределах Киевского Владимирского кадетского корпуса находился значительный свободный участок земли, который в 1913 году решено было отвести для строительства помещений для Второго Киевского военного пехотного училища и Николаевского артиллерийского училища. Главный корпус Национального университета обороны Украины имени Ивана Черняховского размещается в помещении главного корпуса Второго Киевского военного пехотного училища (1914–1918 годы). Для нужд строительства нового учебного заведения в 1914 году было отведено 18 десятин земли в так называемой «Кадетской роще», что позволило создать самый большой в империи учебный полигон для стрельб. Первый набор в училище (180 юнкеров) состоялся 15 октября 1915 года. До завершения строительства главного учебного корпуса юнкеры размещались в казармах рядом с ним. Учеба в новом здании училища началась в марте 1917 года. 17 августа 1918 года законом Совета министров Украинской державы вуз реорганизован в Киевский государственный украинский университет и переведен в помещение Николаевского артиллерийского училища. В 1919 году на базе городка бывшего Николаевского юнкерского училища были созданы Первые артиллерийские курсы для подготовки командного состава для Рабоче-крестьянской Красной Армии (РККА). Далее 16 июня 1920 года приказом по Юго-Западному фронту курсы получают название Четвертые Киевские артиллерийские курсы.
С началом Великой Отечественной войны в июле 1941 года училище было эвакуировано в Красноярск и размещалось на территории военного поселения, созданного в конце XIX века. Вернулось в Киев в сентябре 1944 года.
В 1958 году на базе Киевского артиллерийского училища имени С. М. Кирова было образовано Киевское высшее артиллерийское инженерное училище имени С. М. Кирова.
Названия:
- 1914 — Николаевское артиллерийское и Второе Киевское военное пехотное училища
- 1917 — Киевский государственный украинский университет
- 1919 — 1-е артиллерийские курсы для подготовки командного состава для Украинской Советской Красной Армии
- 1920 — 4-е Киевские артиллерийские курсы
- 1920 — 4-я артиллерийская школа
- 1921 — 1-я Киевская артиллерийская школа
- 1933 — 1-я Киевская артиллерийская школа им. П. П. Лебедева
- 1936 — 1-е Киевское артиллерийское училище им. П. П. Лебедева
- 1941 — 1-е Киевское артиллерийское училище им. С. М. Кирова
- 1958 — Киевское высшее артиллерийское инженерное ордена Ленина Краснознамённое училище имени С. М. Кирова ПВО ВС СССР
- 1974 — Отделение ПВО Сухопутных войск Военной артиллерийской академии им. М. И. Калинина
- 1977 — Военная академия войсковой противовоздушной обороны имени Маршала Советского Союза А. М. Василевского
- 1986 — Военная академия ПВО Сухопутных войск имени Маршала Советского Союза А. М. Василевского
- 1992 — Академия Вооружённых Сил Украины
- 1999 — Национальная академия обороны Украины
- 2008 — Национальный университет обороны Украины
- 2013 — Национальный университет обороны Украины имени Ивана Черняховского[3]
- 2023 — Национальный университет обороны Украины

## Начальники
- Волкенштейн, Сергей Сергеевич (март 1941 — май 1942)
- Пузиков, Иван Михайлович (август 1949 — 1951)
- Гогунов, Иван Семёнович (март 1951 — февраль 1955
- Кожевников, Александр Иванович (1977—1983)
- Гончаров, Леонид Михайлович  (1983—1986)
- Духов, Борис Иннокентьевич (1986—1991)
- Борискин, Валентин Данилович (1992—1997)
- Романенко, Олег Петрович[укр.] (1997—1999)
- Палий, Виктор Николаевич (1999—2000)
- Толубко, Владимир Борисович[укр.] (2000—2005)
- Радецкий, Виталий Григорьевич (2005—2010)
- Телелим, Василий Максимович[укр.] (2010—2016)
- Воробьёв, Геннадий Петрович (2016—2017)
- Сиротенко, Анатолий Николаевич[укр.] (2017[4]—2022)
- Коваль, Михаил Владимирович (с 2022)

## Известные преподаватели
- В. А. Варюхин — (ноябрь 1961 — август 1974)
- С. Г. Колбасин
- П. П. Опякин
- Д. Ф. Паниткин

## Известные выпускники
И. Д. Черняховский (1907—1945)

 В. А. Мироненко (1919—1943)

 В. М. Штриголь (1905—1965)